# Gelis takadai
Gelis takadai är en stekelart som beskrevs av Setsuya Momoi 1970. Gelis takadai ingår i släktet Gelis och familjen brokparasitsteklar. Inga underarter finns listade i Catalogue of Life.